# Țibana (gmina)
Țibana – gmina w Rumunii, w okręgu Jassy. Obejmuje miejscowości Alexeni, Domnița, Gârbești, Moara Ciornei, Oproaia, Poiana de Sus, Poiana Mănăstirii, Runcu, Țibana i Vadu Vejei. W 2011 roku liczyła 7273 mieszkańców.